# Третя хвиля
Тре́тя хви́ля (англ. The Third Wave) — психологічний експеримент, проведений учителем історії Роном Джонсом над учнями американської середньої школи Кабберлі (Cubberley). На початку квітня 1967 року Джонс витратив тиждень занять одного з класів цієї школи в Пало-Альто на спробу осмислити поведінку німецького народу при репресивному націонал-соціалізмі. Встановивши жорсткі правила для школярів і ставши творцем молодіжного угруповання, він, на свій подив, майже не зустрів опору ні учнів, ні дорослих. На п'ятий день Джонс припинив експеримент, пояснивши учням, як легко ними маніпулювати, і що їхня поведінка в ці дні кардинально не відрізнялася від вчинків пересічних громадян Третього Рейху.

## Експеримент
Рон Джонс викладав історію в середній школі Еллвуд Кабберле в Пало-Альто, Каліфорнія. Під час вивчення Другої світової війни, один зі школярів запитав Джонса, як рядові жителі Німеччини могли прикидатися, що нічого не знають про концентраційні табори й масове винищення людей в їхній країні. Оскільки клас випереджав навчальну програму, Джонс вирішив виділити один тиждень для присвяченого цьому питанню експерименту.
В понеділок він пояснив учням силу дисципліни. Джонс велів школярам сісти в положення «струнко», оскільки воно краще сприяє навчанню. Потім він наказав учням кілька разів встати й сісти в нове положення, потім також неодноразово велів вийти з авдиторії та безшумно зайти й зайняти свої місця. Школярам «гра» сподобалася і вони охоче виконували вказівки. Джонс велів учням відповідати на запитання чітко і живо, і вони з цікавістю слухали, навіть зазвичай пасивні учні.
У вівторок Джонс пояснив класу силу спільноти. Він звелів учням хором скандувати: «Сила в дисципліні, сила в спільноті». Учні діяли з явним натхненням, бачачи силу своєї групи. Наприкінці уроку Джонс показав учням привітання, яке ті повинні були використовувати при зустрічі один з одним — підняту вигнуту праву руку до плеча — і назвав цей жест салютом Третьої хвилі. В наступні дні учні регулярно вітали один одного цим жестом.
У середу до 30 учнів піддослідного класу добровільно приєдналися ще 13 осіб, а Джонс вирішив видати членські квитки. Він розповів про силу дії. За його словами, індивідуальне суперництво часто приносить засмучення, а групова діяльність дозволяє досягти великих успіхів у навчанні. Джонс велів учням спільно розробити проєкт прапора Третьої хвилі, переконати двадцять дітей із сусідньої початкової школи в правильності посадки «струнко» і назвати по одному надійному школяру, який міг би приєднатися до експерименту. Троє учнів отримали завдання доповідати Джонсові про порушення встановленого порядку і критику Третьої хвилі, проте на практиці добровільними доносами зайнялися близько 20 осіб. Один з учнів, Роберт, що відрізнявся великою статурою і малими здібностями до навчання, заявив Джонсу, що буде його охоронцем, і ходив за ним по всій школі. Три найуспішніші учениці класу, чиї здібності в нових умовах виявилися не потрібними, повідомили про експеримент батькам. В результаті Джонсу зателефонував місцевий рабин, який задовольнився відповіддю, що клас на практиці вивчає німецький тип особистості. Рабин обіцяв пояснити все батькам школярок. Джонс був украй розчарований відсутністю опору навіть з боку дорослих, директор школи привітав його салютом Третьої хвилі.
У четвер вранці аудиторія була розгромлена батьком одного зі школярів, що чекали Джонса в коридорі. Він був не в собі, пояснив свою поведінку німецьким полоном і просив зрозуміти його. Джонс, який намагався прискорити завершення експерименту, пояснив учням силу гордині. 80 присутніх в класі школярів почули, що вони — частина загальнонаціональної молодіжної програми, чиїм завданням є політичні перетворення на благо народу. Джонс велів чотирьом конвоїрам вивести з авдиторії й супроводити до бібліотеки трьох дівчат, чия лояльність була сумнівна. Потім він розповів, що в інших регіонах країни створені сотні відділень Третьої хвилі, а в полудень п'ятниці про їх створення по телебаченню оголосить лідер руху і новий кандидат на президентський пост.
В полудень п'ятниці 200 учнів набилися в кабінет, включаючи представників молодіжних субкультур, що не цікавилися шкільними справами в принципі. Друзі Джонса зображували фотографів, кружляючи по аудиторії. Опівдні телевізор був включений, але на екрані нічого не з'явилося. Бачачи здивування школярів, Джонс зізнався, що руху не існує, а учні відмовилися від власної думки і легко піддалися на маніпуляції. За його словами, їх дії не сильно відрізнялися від поведінки німецького народу в критичні роки. Школярі розходилися в пригніченому стані, багато хто не міг стримати сльози.

## Третя хвиля в культурі
Експеримент був спонтанним і довгий час залишався невідомим широким масам, чому сприяв сором його учасників за свої дії. В кінці 1970-х Джонс опублікував історію експерименту у своїй педагогічній книзі. У 1981 році вийшли роман і телефільм «Хвиля», засновані на експерименті. У 2008 році вийшов сильно драматизований німецький фільм «Хвиля», де, зокрема, кінчає життя самогубством персонаж, прототипом якого став Роберт.